# Réservoir Baskatong
Das Réservoir Baskatong ist ein Stausee in der kanadischen Provinz Québec.
Er entstand 1927 nach der Fertigstellung des Staudamms Barrage Mercier.
Der Stausee weist zahlreiche Seitenarme und Inseln auf; seine Fläche beträgt 329 km². (andere Angabe: 413 km², sehr wahrscheinlich ist 413 km² die Fläche mit Inseln und 329 km² ohne die Inseln.) Seit 2007 nutzt das Wasserkraftwerk Mercier das Gefälle des Stausees, wobei fünf Turbinen eine Leistung von 55 MW bei einer Fallhöhe von 18 Metern erzeugen. Der Staudamm dient hauptsächlich zur Regulierung der Wassermenge flussabwärts, wo weitere wesentlich größere Wasserkraftwerke liegen.
Hauptzufluss des Stausees ist der Gatineau. Weitere nennenswerte Zuflüsse sind:
- Rivière Gens de Terre, vom Réservoir Cabonga kommend
- Rivière Notawassi
- Rivière d’Argent

Das Réservoir Baskatong ist über mehrere kurze Forststraßen, die von der Route 117 abzweigen, erreichbar. Es liegt etwa 200 km nördlich von Ottawa und etwa 290 km nordwestlich von Montreal.

## Seefauna
Der Stausee ist ein beliebter Angelplatz. Es gibt mehr als 20 Outfitter entlang seinem Ufer. Speisefische im See sind Glasaugenbarsch, Hecht, Amerikanischer Seesaibling, Coregonus und die Binnenform des Atlantischen Lachses.